# Clements R. Markham
Clements Robert Markham KCB (Stillingfleet, Yorkshire, 20 de julio de 1830-Londres, 30 de enero de 1916) fue un explorador, botánico, escritor, y geógrafo inglés. 
Como presidente de la Real Sociedad Geográfica a fines del siglo XIX, Markham instrumentó la financiación para la exploración británica de los polos. Sus esfuerzos hicieron de los británicos los primeros en alcanzar las regiones polares.

## Juventud
Markham era el segundo hijo del reverendo David Markham, descendiente de William Markham, arzobispo de York, y de Caroline Markham, nacida Milner, hija de sir William Milner. 
Fue educado en Cheam School y en Westminster School, para después ser inscrito en la Royal Navy en 1844, alcanzando el grado de guardia marina en 1846. 

## Marina Real

### Cadete naval
En 1844, Markham fue presentado por su tía, la condesa de Mansfield, al contralmirante sir George Seymour, un Lord del Almirantazgo. Markham causó una buena impresión, recibiendo la oferta de ser cadete en la Royal Navy (Marina Real). Markham viajó a Portsmouth y se unió al buque de Seymour, el HMS Collingwood, que estaba siendo preparado para un largo viaje al Océano Pacífico. Seymour debía asumir el mando de la Escuadra del Pacífico.  
Este viaje se prolongó durante casi cuatro años. El barco llegó el 15 de diciembre al puerto chileno de Valparaíso, la sede de la Escuadra del Pacífico, después de haber visitado Río de Janeiro, las Islas Sándwich y las Islas Malvinas, experimentando además un paso tormentoso por el Cabo de Hornos en el Océano Austral. 
Después de descansar unas semanas el HMS Collingwood navegó de nuevo, esta vez al Callao, el principal puerto en la costa peruana, dando a Markham su primera experiencia en un país que ocuparía un lugar destacado en su trayectoria Durante los siguientes dos años el Collingwood navegó en el Pacífico, visitando las Islas Hawái, México y Tahití, donde Markham intentó ayudar a los rebeldes nacionalistas en contra de su gobernador francés. El 25 de junio de 1846, Markham aprobó el examen de guardiamarina, ocupando el tercer puesto de un grupo de diez. Sus largas estancias en los puertos chilenos y peruanos le permitieron también aprender el español.
Hacia el final del viaje las aspiraciones de Markham, evidentemente, habían cambiado con respecto a la carrera naval. Deseaba, sobre todo, ser explorador y geógrafo, llevando estas ideas con él en el viaje de regreso. A su llegada a Portsmouth en julio de 1848, informó a su padre su deseo de dejar la Marina Real, pero fue persuadido por él para quedarse. Después de un breve período de servicio en el Mediterráneo, Markham estuvo inactivo durante unos meses. Sin embargo, a principios de 1850 se enteró de que un escuadrón de cuatro naves se estaba reuniendo para llevar a cabo una nueva búsqueda de la expedición perdida al Ártico de Sir John Franklin. Markham utilizó la influencia de su familia para asegurarse un puesto en esta empresa, y el 1 de abril de 1850, fue informado de su nombramiento en el HMS Assistance, uno de los dos principales buques del escuadrón. 

### Primer viaje al Ártico, 1850-1851
Sir John Franklin se extravió en el Paso Ártico del Noroeste en 1845. Había pocas expectativas de hallarlo vivo para ese tiempo, dados los fracasos de las anteriores misiones de rescate. 
La escuadra de socorro que se unió a la de Markham era comandada por el capitán sir Horatio Thomas Austin en el HMS Resolute. El Assistance estaba capitaneado por Erasmus Ommanney. Markham, como el miembro más joven de la expedición y solo un guardia marina tenía un papel limitado. 
Las búsquedas continuaron hasta que los barcos fueron amarrados en preparación para el largo invierno ártico. El principal trabajo durante los siguientes meses fue una preparación detallada para la expedición primaveral en trineo. Hubo lecturas y clases para la tripulación y varias divertidas escenas teatrales en las que Markham fue capaz de mostrar su "gran talento histriónico". Leyó mucho, sobre todo acerca de la historia del Ártico y literatura clásica, y pensó en un posible regreso para visitar Perú, un país que le había cautivado durante el viaje en el Collingwood. Cuando la primavera volvió, una serie de expediciones en trineo se pusieron en marcha en busca de nuevas señales de los tripulantes desaparecidos. Sin resultados, la expedición regresó a Inglaterra a principios de octubre de 1851. 
A su retorno, Markham es promovido a teniente, pero en 1852, Markham informó a su padre de su determinación de dejar la Armada.

## Viajes peruanos

### Primer viaje, 1852-1853
En 1852, Markham hizo planes para una prolongada visita a Perú. Apoyado por un regalo de su padre de 500 libras esterlinas (más de £ 40.000 en el 2008) para cubrir sus gastos, Markham zarpó de Liverpool el 20 de agosto. 
Viajó por una ruta indirecta, procediendo primero a Halifax, Nueva Escocia, luego por tierra a Boston y Nueva York, antes de tomar un barco a Panamá. Después de cruzar el Istmo se embarcó al Callao, llegando finalmente el 16 de octubre. El 7 de diciembre de 1852 partió hacia el interior de Perú, para cruzar los Andes hacia su meta, la antigua ciudad inca de Cuzco. En el camino, Markham se detuvo durante casi un mes en la ciudad de Ayacucho, para estudiar la cultura local y aumentar su conocimiento del quechua. Durante el transcurso de una excursión a las ciudades y ruinas cercanas, llegó a la zona de San Miguel, La Mar, Ayacucho, donde se enteró de las propiedades de la planta de Cinchona, (cascarilla) una fuente de la quinina.
Llegó a Cuzco el 20 de marzo de 1853. Markham se mantuvo en la ciudad durante varias semanas, investigando la historia inca y describiendo en su diario los muchos edificios y ruinas que visitó.  Por fin salió de Cuzco el 18 de mayo, acompañado por un grupo de seis personas que, como él, estaban regresando a Lima. Durante su viaje pasó por las montañas a la ciudad de Arequipa, que más tarde describió como "un ejemplo excepcional de un asentamiento colonial", por su mezcla de arquitectura nativa y europea. La ciudad está dominada por la forma cónica del volcán Misti, que Markham comparó con el Monte Fuji en Japón.
El 23 de junio, el grupo llegó a Lima, donde Markham se enteró de la muerte de su padre. Llegó a Inglaterra el 17 de septiembre.

### Misión Cinchona, 1859-1861
Seis años después de su primer viaje a Perú, Markham regresó con una misión específica; recolectar plantas y semillas del género cinchona. Él había estado trabajando como funcionario en la India Office, y en 1859 propuso a sus empleados recoger árboles de cinchona en los Andes peruanos y bolivianos, para luego trasplantarlos a sitios seleccionados en la India. La corteza de cinchona, una fuente de la quinina, fue el primer tratamiento conocido para la malaria y otras enfermedades tropicales. Estos planes fueron aprobados, y Markham, de 29 años, fue puesto a cargo de toda la operación. 
Markham y su equipo, que incluía al famoso botánico Richard Spruce, salieron de Inglaterra para el Perú en diciembre de 1859, llegando a Lima a finales de enero de 1860. Había peligro en su empresa, Perú y Bolivia se encontraban al borde de la guerra, y el equipo de Markham pronto experimentó la hostilidad de los intereses peruanos deseosos de proteger su control sobre el comercio de la planta. Esto limitó su esfera de operaciones, y le impidió obtener muestras de la mejor calidad. Posteriormente Markham superó la obstrucción burocrática para obtener las licencias necesarias de exportación. 
Markham regresó brevemente a Inglaterra antes de navegar a la India, para seleccionar los sitios adecuados para las plantaciones de cinchona allí y en Birmania (hoy Myanmar) y Ceilán (hoy Sri Lanka). Aunque muchas de las plantaciones indias no pudieron prosperar y fueron destruidas pronto por los insectos, otras sobrevivieron, y aumentaron por las especies obtenidas por Richard Spruce que resultaron más adecuadas a las condiciones de la India. Veinte años después, la cosecha anual de corteza de cinchona de las primeras plantaciones en la India se estimaban en 490.000 libras (220.000 kg).
Por su trabajo en la introducción de cinchona a la India, Markham recibió un subsidio de £ 3,000 (más de £ 200.000 en el 2008) por parte del gobierno británico.

## Funcionario, geógrafo y viajero

### India Office
En abril de 1857 se casó con Minna Chichester, quien lo acompañó en la misión de cinchona en el Perú y la India. Su única hija Mary Louise (conocida como May), nació en 1859. 
Como parte de sus funciones en la India Office, Markham investigó e informó al gobierno indio sobre la introducción del algodón peruano en Madrás, sobre el crecimiento de la ipecacuana en Brasil y las posibilidades para el cultivo de esta planta medicinal en la India, y sobre el futuro de la industria de la perla en Tirunelveli en el sur de la India. También estuvo implicado en un plan ambicioso para el trasplante de los árboles de caucho de Brasil, aunque no se llevó a cabo.

### Abisinia, 1867-1868
En 1867, Markham se convirtió en jefe del departamento geográfico de la India Office. Ese mismo año fue seleccionado para acompañar a la fuerza militar expedicionaria de Sir Robert Napier a Abisinia, como geógrafo de la expedición. Esta fuerza fue enviada por el gobierno británico como respuesta a las acciones tomadas por el rey Teodoro de Abisinia. En 1862 el rey le había escrito al gobierno británico solicitando la protección contra los invasores de Egipto, y proponer el nombramiento de un embajador. No queriendo arriesgarse a ofender a Egipto, el gobierno británico no respondió. El rey reaccionó a esto con la incautación y encarcelación del cónsul británico y su personal, y ordenó el arresto y la flagelación de un misionero que al parecer había insultado a la madre del rey. Una respuesta tardía a la carta del rey resultó en la captura y el encarcelamiento de la diputación que la trajo. Después de que los esfuerzos de conciliación fracasaran, los británicos decidieron resolver el asunto mediante el envío de una expedición militar. Debido a que la geografía del país era tan poco conocida, se decidió que un viajero experimentado, con habilidades en mapas debía acompañar a la fuerza, por lo tanto, se nombró a Markham.
Las tropas de Napier llegaron a la bahía de Annesley en el mar Rojo, a principios de 1868, con 32 000 hombres en sus filas y unos cuarenta elefantes traídos de la India. Markham se unió a la expedición con la responsabilidad del trabajo topográfico general y en particular la selección de la ruta a Magdala, la fortaleza de montaña del rey. La expedición marchó hacia Amhara, y el 13 de abril de 1868, Magdala fue tomada por asalto. El rey se suicidó el lunes de Pascua, irónicamente con una pistola que le había obsequiado la reina Victoria y los británicos saquearon y quemaron la ciudad. Markham agregó que a pesar de las fechorías del rey habían sido numerosas y horribles sus crueldades, él había muerto con dignidad. 

### Segundo viaje al Ártico, 1875-1876
Debido a sus conexiones e influencias logró ingresar a una expedición al Ártico de la Marina Real. El primer ministro Benjamin Disraeli dio su consentimiento y cuando la expedición estaba a punto de zarpar, Markham fue invitado a acompañarla a Groenlandia, a bordo del HMS Alert, una de las tres barcos de la expedición. Viajó por tres meses, permaneciendo con el Alert en la Isla Disko en la Bahía de Baffin. Regresó a Inglaterra en el HMS Valorous, aunque el viaje de regreso se retrasó dado que el Valorous encalló contra un arrecife y necesitó importantes reparaciones. 
Sus prolongadas ausencias, junto con su creciente participación en otros intereses, causó el alejamiento de sus deberes en la India Office, por lo que sus superiores pidieron su dimisión. Markham se retiró de su cargo en 1877, sus 22 años de servicio le dieron derecho a una pensión.
La expedición continuó al mando del capitán sir George Nares dirigiéndose al norte con dos barcos, el HMS Discovery y el HMS Alert. El 1 de septiembre de 1875 llegaron a los 82°24′, la más alta latitud alcanzada por un buque hasta ese momento. En la primavera siguiente un trineo conducido por el primo de Markham, el comandante Albert Hastings Markham, logró el récord de haber alcanzado el punto más cercano al norte Farthest North al llegar a los 83°20′.

## Real Sociedad Geográfica

### Secretario honorario
En noviembre de 1844, Markham fue elegido Miembro de la Royal Geographical Society (Real Sociedad Geográfica). La Sociedad pronto se convirtió en el centro de sus intereses. En 1863 fue nombrado su secretario honorario, cargo que ocupó durante 25 años.
Además de promover la expedición ártica de Nares, Markham siguió el trabajo de otros exploradores en el Ártico, como la del explorador sueco Adolf Erik Nordenskiöld, y las exploraciones norteamericanas de Adolphus Greely y George W. DeLong. Viajó por Europa y en 1885 a Estados Unidos, donde se reunió con el presidente Grover Cleveland en la Casa Blanca. 
Como secretario, Markham fue un prolífico escritor de libros de viajes y biografías, así como de numerosos artículos presentados a la Real Sociedad y a otras partes. Fue autor de un artículo de la Enciclopedia Británica (novena edición) titulado «El progreso de los descubrimientos geográficos». En general, sus escritos históricos se caracterizan por un nacionalismo a ultranza que le llevó a exagerar los méritos de los marinos ingleses de los siglos XV y XVI.
Asimismo, fue secretario de la Hakluyt Society hasta 1886, organismo en el que fue responsables de diversas traducciones del español al inglés, especialmente sobre el Perú.

### Presidente
En mayo de 1888, Markham dimitió de su cargo como secretario de la Real Sociedad Geográfica, debido a desacuerdos con las nuevas políticas de la entidad. Durante su retiro se le concedió la Medalla de Fundador de la Sociedad, por lo que fue distinguido en la ceremonia de presentación por sus «incomparables servicios a la sociedad».
Los años siguientes los dedicó a viajar y a escribir. En 1893, durante uno de estos viajes, Markham fue elegido Presidente in absentia de la Real Sociedad Geográfica. Este inesperado nombramiento se debió a problemas internos en la Sociedad para aceptar como miembros a mujeres, por lo que el entonces presidente sir Mountstuart Elphinstone Grant Duff, renunció a su cargo. Poco después de su ascenso a la presidencia, en reconocimiento a sus servicios a la geografía, Markham fue nombrado Caballero Comandante de la Orden del Baño (KCB), convirtiéndose en sir Clements Markham.
Como honor póstumo a su obra en Perú, uno de los más prestigiosos colegios de Lima se nombró Markham College. El río Markham en Papúa Nueva Guinea lleva su nombre en su honor.

## Condecoraciones
- Orden de Cristo, Portugal.
- Imperial Orden de la Rosa, Brasil.
- Caballero comendador de la Orden del Baño (KCB), Reino Unido.

- La abreviatura «Markham» se emplea para indicar a Clements R. Markham como autoridad en la descripción y clasificación científica de los vegetales.[2]

## Obras seleccionadas
- Editor, Proceedings of the Royal Geographical Society 1872-1878
- Franklin's Footsteps (1852)
- Cuzco and Lima (1856)
- Travels in Peru and India (1862)
- A Quichua Grammar and Dictionary (1863)
- Spanish Irrigation (1867)
- A History of the Abyssinian Expedition (1869)
- A Life of the Great Lord Fairfax (1870)
- Ollanta, a Quichua Drama (1871)
- Memoir on the Indian Surveys (1871)
- General Sketch of the History of Persia (1873)
- The Threshold of the Unknown Region (1874)
- A Memoir of the Countess of Chinchon (1875)
- Missions to Thibet (1877)
- Memoir of the Indian Surveys; Peruvian Bark (1880)
- Peru (1880): The War between Chile and Peru (1881). "La guerra entre El Perú y Chile" (1922) .Traducción de Manuel Beltroy
- The Sea Fathers (1885)
- The Fighting Veres (1888)
- Paladins of King Edwin (1896)
- Life of John Davis the Navigator (1889)
- A Life of Richard III (1906)
- The Incas of Peru (1910)
- Coloquios de Simples y Drogas de India × Garcia da Orta (1913: traducción del portugués)